# Euplexia clausa
Euplexia clausa är en fjärilsart som beskrevs av Barend J. Lempke 1942. Euplexia clausa ingår i släktet Euplexia och familjen nattflyn. Inga underarter finns listade i Catalogue of Life.